# Pedro Páramo
Pedro Páramo – powieść Juana Rulfa z 1955 roku.

## Fabuła
Narrator, Juan Preciado, po śmierci matki i na jej życzenie jedzie do jej rodzinnego miasteczka Comala, by odnaleźć ojca, Pedra Párama. Comala okazuje się opuszczona, ale pojawiają się w niej duchy postaci z czasów jej świetności (Dolores Preciado, Eduviges Dyada, Abundio Martínez, Susana San Juan, Damiana Cisneros). W połowie książki Preciado umiera i większość opowieści dotyczy odtąd czasów Pedra Párama. Pojawia się narrator wszechwiedzący.
Pedro Páramo był potężnym i okrutnym człowiekiem, najważniejszym w Comali, kobieciarzem, miał dwie żony, nieślubnych synów. Naprawdę kochał tylko Susanę San Juan, koleżankę z dzieciństwa, która wyjechała z ojcem. Po latach Pedro skłania ją do powrotu i zostają parą, ale ona opłakuje zmarłego męża. Susana umiera, miasteczko przyjmuje to obojętnie, trwa fiesta. Z zemsty Pedro doprowadza je do gospodarczego upadku.